# 納都花丸
納都 花丸（なんと はなまる、1977年9月26日 - ）は、日本の漫画家・イラストレーター。女性。滋賀県出身。東京学芸大学卒業。血液型はO型。てんびん座。

## 概要
ペンネームは小学生の時、シャレのつもりで思いついた。「納戸」を「なんと」と読むのは、読みが先で漢字を後からつけたため。デビューしたら名前は変えるつもりだったという。幼稚園の頃から絵ばかり描いており、小学生に上がった頃にはマンガ形式を意識して描き始めた。きっかけは、クラスメイトの男子が大学ノートを持参して「このノートあげるから、マンガを描いて」と頼んできたため。これが初めて描いたマンガとなった。小学三年生には、マンガを描くのが上手い転校生と組んでコピー誌を作り、小学四年生になるとマンガを描く道具にも本格的さを求め始め、お年玉をはたいてGペンなどを購入する。「最初からマンガ家になりたかった」と納戸は述べているが、家族には反対されていた（趣味の同人誌に関してはOKだった）。親からは「（マンガの）投稿は大学を卒業してから」と言われて育ち、このことについて納戸は「両親は常識人なのでマンガで生計を立ててはいけないと思っている」と述べている。同人誌は許されていたので中学三年生の時に即売会に参加したが、泊まりは親が許さなかったので無理やり日帰りにした。マンガ家になることが許されなかったので劇団四季への憧れから演劇の道に進むことも考えたが、才能がなかったのと、高校が普通科だったため断念。ならば演出や脚本を担当しようとデッサンの勉強を始めた。大学に進学後は上京し、演劇学を通してストーリー作りを学ぶ。大学に在学中、同人活動をしている時に「成年誌を描いてみませんか」と出版社から誘いを受ける。演劇の道に進むつもりだったので「学生の間だけ」ということでペンネームを変えずに執筆した。かつてはゲームを作っており、今でも企画したいという野望を抱いている。

## 風の聖痕のイラストレーターとして
成年向け作品の執筆中、コミケで同人誌を買った人（後の担当者）からメールをもらい、『風の聖痕』のイラストレーターを依頼された。『聖痕』のキャラクターを描く上で納戸自身も人気作品などを見て学び、「聖痕らしさ」を研究していた。和風テイストが多いのは納戸の作風というよりは、『風の聖痕』という作品に合わせたため。作者の山門敬弘に関しては「流行を読むのが上手い」と述べており、『風の聖痕』を通して次は何が流行るのかを考えていたという。イラストレーターとしてはまだまだ未熟と語っており、その一例として主人公・八神和麻の容姿が初期と後期では全然違うことを挙げている。

## 経歴
- 1998年8月 ビブロス「カラフルBee」にて男性成人漫画でデビュー。（2001年まで）
- 2002年
  - 1月 富士見書房「風の聖痕」（著・山門敬弘）にてイラストレーターデビュー。
  - 10月 富士見書房「てりぶるマシンツインズ」（季刊ファンタジアバトルロイヤル連載）にて一般少年漫画デビュー。
  - 12月 Gimmickhouse「Perfect Prince」にて女性向一般PCゲーム原作・原画デビュー。
- 2005年
  - 7月 富士見書房「てりぶるマシンツインズ」完結。（季刊ファンタジアバトルロイヤル連載）
  - 10月 富士見書房「オオカミが来る! GIB MIR SONNE」連載開始。（季刊ファンタジアバトルロイヤル→月刊ドラゴンマガジン連載）
  - 12月 一迅社「蒼海訣戰」連載開始。（月刊ComicREX連載）
- 2008年
  - 7月 ジャイブ「新約 オオカミが来る!」連載開始。（月刊コミックラッシュ連載）
  - 8月 秋田書店「ジェノサイド･プリンセス」連載開始。（月刊チャンピオンRED連載）
- 2011年4月 アスキー・メディアワークス「蒼海訣戰・改」連載開始。（電撃コミックジャパン連載 ※12年12月25日配信の2月号で同誌休刊のため第18話にて連載終了）
- 2013年
  - 10月 アスキー・メディアワークス「テイルズ オブ シンフォニア -ラタトスクの騎士- 恩讐のリヒター」連載開始。（ビバ☆テイルズオブマガジン連載）
  - 11月 ホビージャパン「メイズブレイカーズ」連載開始。（コミック・ダンガン連載）
- 2018年3月「即死チートが最強すぎて、異世界のやつらがまるで相手にならないんですが。-ΑΩ-」連載開始。（コミック アース・スター連載）

## 作品リスト

### 漫画
連載中
- 即死チートが最強すぎて、異世界のやつらがまるで相手にならないんですが。-ΑΩ-（コミック アース・スター（アース・スター エンターテイメント）連載。既刊12巻）

連載終了
- オオカミが来る! GIB MIR SONNE（季刊ファンタジアバトルロイヤル（富士見書房）連載。全2巻）
- 大天使の剣（メディアックス、全1巻）※18禁、ボーイズラブ
- てりぶるマシンツインズ（季刊ファンタジアバトルロイヤル（富士見書房）連載。全2巻）
- ジェノサイド・プリンセス（チャンピオンRED（秋田書店）、全2巻）
- 新約 オオカミが来る!（月刊コミックラッシュ（ジャイブ）、全7巻）
- 蒼海訣戰（月刊ComicREX（一迅社）、全10巻）
- 蒼海訣戰・改（電撃コミックジャパン（アスキー・メディアワークス）連載。全1巻。「蒼海訣戰」の第二部）
- テイルズ オブ シンフォニア -ラタトスクの騎士- 恩讐のリヒター（ビバ☆テイルズオブマガジン（アスキーメディアワークス）、全2巻）
- メイズブレイカーズ（コミック・ダンガン（ホビージャパン）連載。全1巻、未完）

### イラスト・挿絵
- 風の聖痕（山門敬弘原作、挿絵担当、本編6巻＋短編6巻）
- 風の聖痕RPGリプレイ「深淵の水龍」（挿絵の一部を担当）
- 風の聖痕イラスト集「THe Song of Flame-wind」
- FIREWORKS納戸花丸「風の聖痕」画集BOX（納戸花丸による同人誌）
- 風の聖痕 全ラフ＆設定資料集（納戸花丸による同人誌）
- 風の聖痕 FUJIMI COLLECTIBLES テレカ
- 風の聖痕 ドラゴンマガジン抽プレテレカ
- 風の聖痕 ファンタジアバトルロイヤル抽プレテレカ